# Râul Holbav
Râul Holbav este un afluent al râului Șercaia, care trece prin satul de munte Holbav.  

## Hărți
- Harta județul Brașov
- Harta munții Perșani  Arhivat în 13 iunie 2008, la Wayback Machine.